# Cassia aldabrensis
Cassia aldabrensis ist eine Pflanzenart aus der Gattung der Kassien (Cassia) innerhalb der Familie der Hülsenfrüchtler (Fabaceae). Sie ist auf der Aldabra-Gruppe endemisch.

## Beschreibung

### Vegetative Merkmale
Cassia aldabrensis ist eine ausdauernde krautige Pflanze, die Wuchshöhen von bis zu 30 Zentimetern erreicht. Die Stängel sind rötlich-braun und drahtig. Die gefiederten Laubblätter sind bis zu 4 Millimeter lang mit vielen kleinen Fiederblättchen. 

### Generative Merkmale
Die zwittrigen Blüten sind bis zu 1,2 Zentimeter breit, leicht zygomorph und fünfzählig mit doppelter Blütenhülle. Die Kronblätter sind gelb. Die behaarte, längliche, bis zu 3 Zentimeter lange Hülsenfrucht springt bei Reife auf.

## Vorkommen und Gefährdung
Cassia aldabrensis kommt auf Assomption und auf allen Hauptinseln des Aldabra-Atolls, außer im westlichen Teil von Grand Terre, vor. Der Lebensraum sind Spalten in Kalksteinböden und Spitzkarren.
Cassia aldabrensis ist durch Guano- und Phosphatabbau bedroht. In der Liste der bedrohten Arten der IUCN wurde Cassia aldabrensis 1998 als „vulnerable“ = „gefährdet“ bewertet; eine neue Datenerhebung ist erforderlich.

## Taxonomie
Cassia aldabrensis wurde 1916 von William Botting Hemsley in Journal of Botany, British and Foreign Band 54 (Suppl.2) Seite 12 erstbeschrieben. Ein Synonym ist Chamaecrista aldabrensis (Hemsl.) Lock & H.E.Ireland.